# گونتر کاسلفسکی
گونتر کاسلفسکی (انگلیسی: Günter Kaslowski; ۵ ژوئیهٔ ۱۹۳۴ – ۲۶ ژوئن ۲۰۰۱) دوچرخه‌سوار اهل آلمان بود.